# Grobnice Talpur Mirsa
Grobnice Talpur Mirs (urdujsko میران تالپور کے مقبرے‎) so kompleks grobnic vladajočega Talpur Mirsa iz Sinda, ki je vladal od leta 1784 do 1843. Grobnice so znane tudi kot Cubbas (sindška beseda za kupole). Te grobnice so v mestu Hirabad,  Hiderabad, v provinci Sind v Pakistanu.
Kompleks grobnic gosti velike mavzoleje za vladarje Talpurja, medtem ko je več manjših mavzolejev za njihove žene, soproge in otroke. Na zunanjem območju je več grobov, ki so razen redkih izjem odkriti in neoznačeni. Grobovi so večinoma narejeni iz marmorja in imajo običajno na površini vrezane verze iz Korana.
Nekoč veličastno grobišče za vladarje Talpurja ima to mesto zdaj več težav glede ohranjanja. Od 30. marca 2011 je Ministrstvo za kulturo vlade Sinda obdržalo breme za te spomenike po prenosu oblasti na province. Od takrat so potekala počasna in vztrajna restavratorska dela za ohranitev teh spomenikov.

## Arhitektura
Arhitekturni vzorci grobnic v kompleksu spominjajo na različne strukture Talpurja, vendar je večina grobnic v tem kompleksu kvadratne ali pravokotne oblike. Te strukture sledijo skoraj enakim specifikacijam kot mavzolej Mir Fateh Ali Kana v New Khudabadu.
Največja kupolasta stavba vsebuje dva groba, groba Mir Karam Ali Kana (umrl 1828) in Mir Murad Ali Kana (umrl 1833). Za to stavbo je manjša stavba, v kateri so grobovi dveh žena Mir Karama, žene Mir Abdulaha Kana in dojenčka. Severno od teh struktur je ena z grobovi vladarjev Talpurja, Mir Nur Mohamed Kana, Mir Nasir Kana, Mir Šahdad Kana in Mir Husein Ali Kana. Rečeno je, da so vladarji sami oblikovali svoje grobnice, ko so bili živi.
Stavba pred zadnjim na vzhodu vsebuje ostanke žene in otroka Mir Nur Mohamed Kana in žene Mir Husain Ali Kana. Druge žene dveh od teh vladarjev in trije majhni otroci počivajo v majhni grobnici v severozahodnem kotu. Drugi Mirsi ležijo v dveh majhnih grobnicah na jugozahodnem vogalu mavzoleja Mir Karama Ali Kana, preostale stavbe pa vsebujejo trupla žena, hčera in otrok nekaterih od njih.
V južni skupini grobnic dva glavna mavzoleja, ki sta najbližje vhodu na vzhodu in takoj za njim, vsebujeta grobove štirih Mirsov, ostale pa zasedajo njihove žene in otroci.

### Obokane strukture
Ženski mavzoleji so nenavadni v smislu, da so videti kot obokane strukture vozov. Eden takšnih mavzolejev je pravokotnega tlorisa in obdan z dvema kupolama, obdanimi z dodatki na vsakem od njegovih štirih vogalov. Fasada z vhodnimi vrati je na vsaki strani razdeljena na tri ločne panele. Na vrhu vsake obokane plošče je pravokotna plošča, prekrita s ploščicami v cvetličnih vzorcih. Druge stranice mavzoleja vsebujejo bolj ali manj enake obokane opaže in podobno okrasno barvno shemo.

### Dekorativna umetnost
Te grobnice so znane po ploščicah, okrašenih na zunanji fasadi. Ploščice so postavljene v več barvah, ki vključujejo predvsem modre cvetlične vzorce na belem ozadju. Nekateri poudarki zelene, rumene in rjave so postavljeni tako, da razbijejo monoton dekorativni videz.

## Pogrebne tradicije
V značilnem slogu Talpurja imajo marmorne grobnice dejanske kraljeve turbane teh vladarjev, nameščene na projekciji na koncu vsake. Grobovi so vgravirani s koranskimi verzi v arabščini, medtem ko so nekatere stene znotraj mavzolejev okrašene s poezijo v perzijščini. Razen arabskih napisov na grobovih so večinoma neoznačeni in nimajo imen, ki bi označevala njihove prebivalce. Grobovi so običajno pokriti z marmornimi elementi.
- Eden od motivov, ki je jasno viden na Mirsovih grobovih, so vgravirani koranski verzi
- Grobovi so okrašeni s kaligrafskimi arabskimi verzi, vgraviranimi na marmorni kamen
- Čeprav ti grobovi običajno niso označeni, obstaja nekaj izjem
- Nekateri grobovi so bolj razkošni kot drugi v svojem zidarstvu
- Neoznačen grob zunaj mavzoleja

### Purdah 'a ženske
Mavzoleji ženskih Talpurjev so zasnovani kot zaprte strukture. To so izrazito obokane strukture z džaalis na vratnih obokih, ki prikazujejo mrtve, pokopane znotraj, ki še vedno opazujejo purdah, kot bi to storili v življenju. Še danes je moškim prepovedano stopiti v te mavzoleje.

## Ohranjanje
Nekoč veličastno pokopališče za vladarje Talpurja ima to mesto zdaj več težav glede ohranjanja. Pod vodstvom oddelka za arheologijo pakistanske vlade so mavzoleji propadali. Od 30. marca 2011 je Ministrstvo za kulturo vlade Sinda obdržalo breme za te spomenike po prenosu oblasti na province.
Kompleks grobnic je zdaj zaprt v obzidano območje, da bi zaustavili poseganje stanovanjskih stavb, ki obkrožajo mesto. Številne razpadajoče grobnice so »uporabljali odvisniki od drog in potepuhi za nočni počitek«, medtem ko so »lokalni mladi podnevi igrali kriket« na široko odprtih prostorih okoli mavzolejev.

### Obnova in vzdrževanje
V zadnjem času si prizadevajo za obnovo grobnic starodavnih vladarjev drugje, vključno z nekaterimi nekdanjimi vladarji Talpurja. Obnova se je začela aprila 2012 in jo je vodil Ištiaq Ansari. Kjer drugod aktivno potekajo obnovitvena dela, je mesto, ki je predmet tega članka, od takrat zanemarjeno.
Na novo decentralizirana vlada Sinda kljub temu kaže pripravljenost delati za izboljšanje teh spomenikov in »popraviti [napake] zadnjih 63 let« pod prejšnjim vodstvom.

## Galerija
- Pogled na kompleks grobnic iz sosednjih stavb
- Notranjost kupole ene od grobnic
- Mavzoleje ženskih Talpurjev (pogled proti vzhodu) označujeta dve kupoli, združeni v eno
- Mavzoleji ženskih talpurjev (pogled proti zahodu)
- Mavzolej z grobovi dveh žensk in dojenčka
- Največja struktura v grobnem kompleksu vsebuje grob Mir Karam Ali Kana
- Mavzolej ženskih Talpurjev, ki ga označujeta združeni dvojni kupoli in džaali na obokanih vratih
- Strop grobnice Mir Mohameda Kana Talpurja
- Notranjost grobnice Mir Mohameda Kana Talpurja